# Backlund (cràter)
Backlund és un cràter d'impacte lunar desgastat que es troba a la cara oculta de la Lluna, més enllà de l'extremitat oriental. Es troba sobre la vora meridional de la plana emmurallada del cràter Pasteur i a l'oest del cràter Hilbert. Més cap a l'oest-sud-oest es troba Sklodowska.

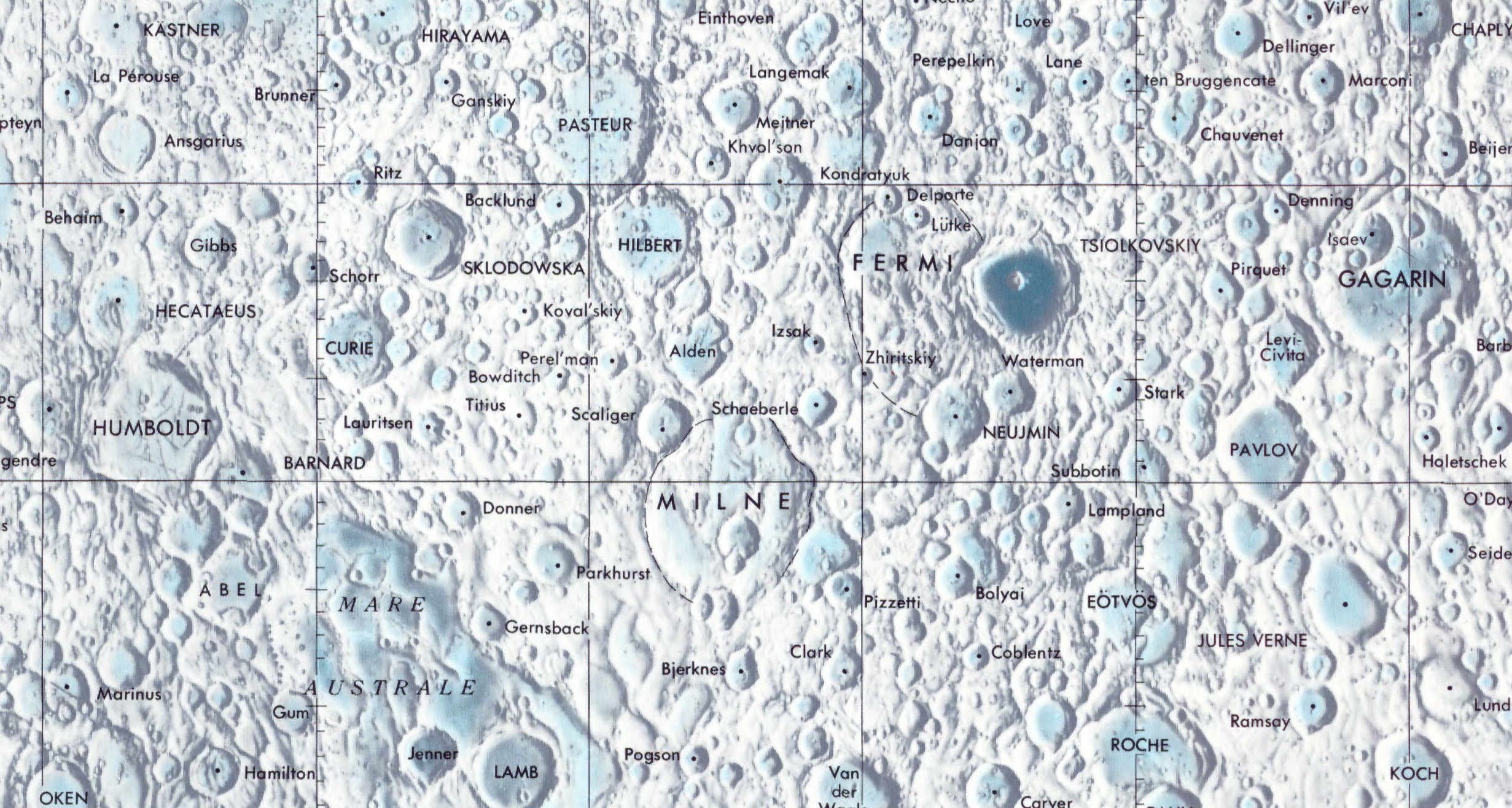
Localització de Backlund (meitat superior esquerra)
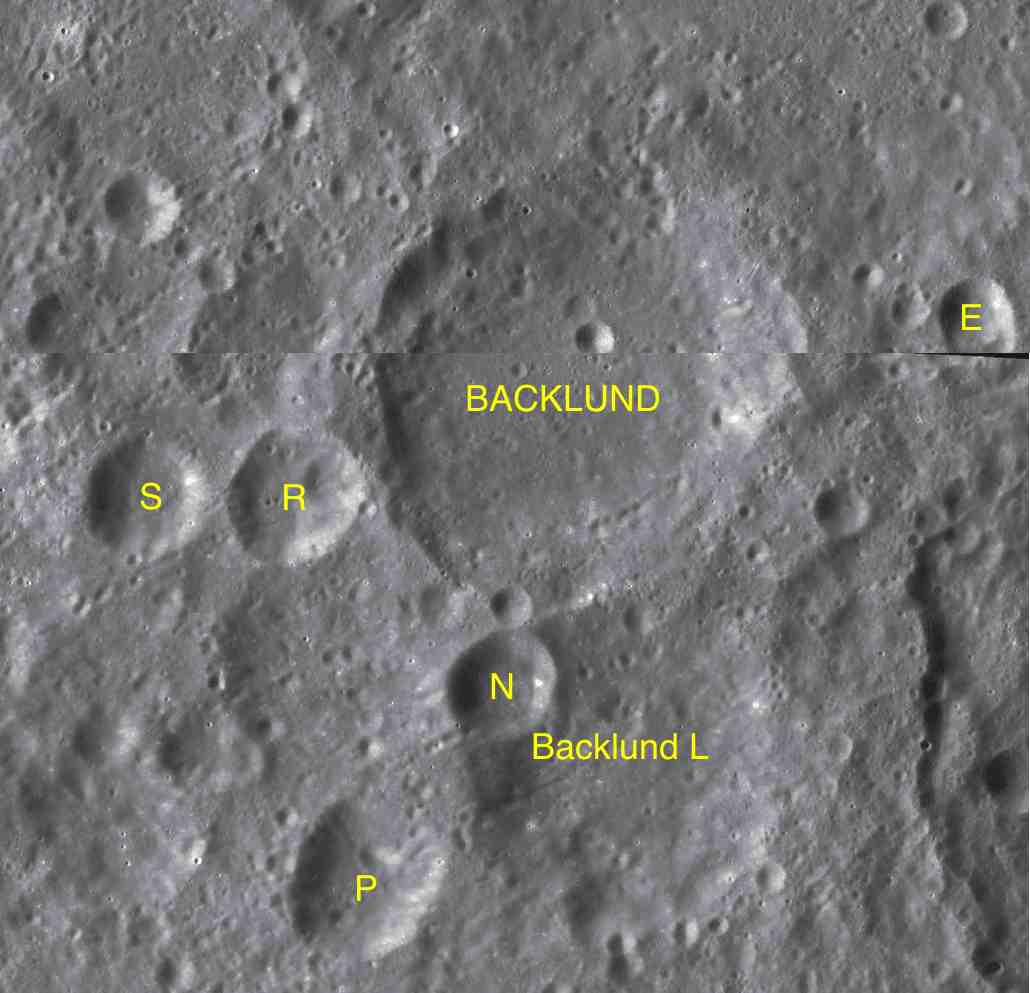
Cràters satèl·lit
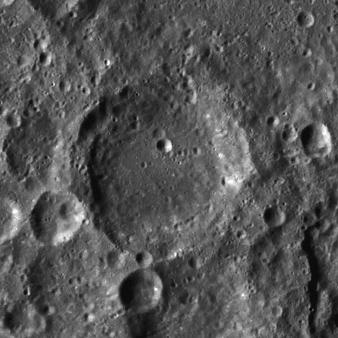
Fotografia de la missió LRO

Els extrems nord i sud de Backlund estan més desgastats i erosionats que els trams intermedis. El sòl interior és relativament pla, amb l'acompanyament habitual de petits cràters d'impacte que marquen la superfície.

## Cràters satèl·lit
Per convenció aquests elements són identificats en els mapes lunars posant la lletra en el costat del punt central del cràter que està més proper a Backlund.
| Backlund | Coordenades                            | Diàmetre |
| -------- | -------------------------------------- | -------- |
| E        | 15° 30′ S, 105° 18′ E / 15.5°S,105.3°E | 15 km    |
| L        | 18° 12′ S, 103° 30′ E / 18.2°S,103.5°E | 56 km    |
| N        | 17° 48′ S, 102° 48′ E / 17.8°S,102.8°E | 18 km    |
| P        | 18° 54′ S, 102° 00′ E / 18.9°S,102.0°E | 27 km    |
| R        | 16° 48′ S, 101° 30′ E / 16.8°S,101.5°E | 23 km    |
| S        | 16° 48′ S, 100° 36′ E / 16.8°S,100.6°E | 21 km    |